# چاه‌رمضان
چاه‌رمضان، روستایی از توابع بخش خیرگو شهرستان لامرد در استان فارس ایران است.

## جمعیت
این روستا در دهستان خیرگو قرار دارد و بر اساس سرشماری مرکز آمار ایران در سال ۱۳۸۵، جمعیت آن ۱۴۰ نفر (۲۶ خانوار) بوده‌است.